# Anarrhinum
Anarrhinum je biljni rod iz porodice trpučevki, dio je tribusa Antirrhineae.
Na popisu se nalazi osam priznatih vrsta rasprostranjenih od Sredozemlja do Etiopije i na Arapskom poluotoku,

## Vrste
1. Anarrhinum bellidifolium (L.) Willd.
2. Anarrhinum corsicum Jord. & Fourr.
3. Anarrhinum duriminium (Brot.) Pers.
4. Anarrhinum forskaohlii (J.F.Gmel.) Cufod.
5. Anarrhinum fruticosum Desf.
6. Anarrhinum laxiflorum Boiss.
7. Anarrhinum longipedicellatum R.Fern.
8. Anarrhinum pedatum Desf.

## Sinonimi
- Bimbuleta Forssk. ex Benth.
- Simbuleta Forssk.
- Cardiotheca Ehrenb. ex Steud.